# ترگو- راهرسویل استیشن (مریلند)
ترگو- راهرسویل استیشن (به انگلیسی: Trego-Rohrersville Station) یک منطقهٔ مسکونی در ایالات متحده آمریکا است که در مریلند واقع شده‌است. ترگو- راهرسویل استیشن ۱۷۲ نفر جمعیت دارد.